# 羌逢戌
羌逢戌（1910年—？），男，江苏通州人，中国造纸专家，曾任轻工业部长沙设计院总工程师，中国造纸学会常务理事，第五届全国政协委员。